# خطاپذیرانگاری
خطاپذیرانگاری، لغزش‌پذیرانگاری یا خطاپذیرگرایی (به انگلیسی: Fallibalism) (از لاتین قرون وسطی: fallibilis به معنای «خطاپذیر»)، به‌طور کلی یک ادعای فلسفی است که می‌گوید هیچ باور نمی‌تواند چنین توجیهی داشته باشد که حقیقت بودن آن باور را ضمانت کند، یا این‌که هیچ باوری قطعی نیست. همه فریب‌گراها بر این باور نیستند که خطاپذیرگرایی تمامی حوزه‌های دانش را دربر می‌گیرد؛ شاخه‌های از دانش که خطا ناپذیر پنداشته می‌شوند شامل آن‌های اند که به‌طور پیشینی دانسته می‌شوند (مانند حقایق منطقی و ریاضیاتی) و دانش به خود.

## کاربرد
اصطلاح خطاپذیرگرایی در معرفت‌شناسی معاصر برای اشاره به مفاهیم گوناگونی به کار می‌رود. این اصطلاح برای نخستین بار در اواخر قرن نوزدهم میلادی توسط فیلسوف آمریکایی چارلز سندرز پیرس به کار برده شد. پیرس اصطلاح «فریب گرایی» را به منظور بیان این نظر استفاده کرد که «مردم هیچگاه نمی‌توانند اطمینان کاملی از پرسش‌های واقعی بدست آورند». سایر نظریه‌های دانش این اصطلاح را به مفهوم متفاوت به کار برده‌اند. بنا بر این «خطاپذیرگرایی» برای تشریح این ادعا به کار رفته است که:
1. هیچ باوری نمی‌تواند به‌طور قطعی توجیه گردد.[۴]
2. دانش نیاز به قطعیت ندارد.[۵]
3. تقریباً هیچ باور بدیهی (استنتاج نشده باشد) قطعی نیست یا نمی‌تواند به‌طور قطعی توجیه گردد.[۶]

به علاوه، برخی نظریه پردازان نسخه‌های جهانی خطاپذیرگرایی را می‌پذیرند (با این ادعا که هیچ باور انسانی دارای توجیهٔ نیست که حقیقت آن را تضمین کند)، در حالی‌که برخی دیگر خطاپذیرگرایی را به یک حوزه مشخص پژوهش انسانی مانند علوم تجربی یا اخلاقیات محدود می‌نمایند. این ادعا که تمامی مسئله‌های علمی موقتی بوده و در روشنایی شواهد جدید قابل بازنگری می‌باشند به صورت عموم در علوم طبیعی پذیرفته شده است.
برخلاف سایر انواع شک‌گرایی، خطاپذیرگرایی نمی‌گوید که ما هیچ دانشی نداریم؛ فریب‌گراها معمولاً این نظر که دانش مستلزم قطعیت کامل است را رد می‌کنند. خطاپذیرگرایی می‌گوید، چون دانش تجربی می‌تواند بر اثر مشاهدات جدید بازنگری گردد، هر چیزی که ما امروزه به عنوان دانش تجربی می‌پذیریم ممکن است ابطال گردد. با این وجود، فریب‌گراها معمولاً این را می‌پذیرند که بیشتر باورها فراتر از شک منطقی بوده و به عنوان باورهای قطعی پنداشته می‌شوند و ما می‌توانیم بر مبنای آن‌ها عمل نموده و یک زندگی عملی و معنی‌دار داشته باشیم.
برخی فریب‌گراها برای چیزهای که الزاماً حقیقت دارند استثنا قایل می‌شوند (مانند حقایق مرتبط به ریاضیات و منطق). سایر فریب‌گراها حتی همین حقیقت‌ها را نیز مستثنی نمی‌دانند. ویلارد ون اورمن کواین، خطاپذیرگرایی را، علاوه بر سایر موارد، برای حمله به تمایز میان گزاره‌های تحلیلی و ترکیبی به کار برد. پس از کواین، سوزان هاک این استدلال را مطرح نمود که باید مانع از گسترش خطاپذیرگرایی در حقایق منطقی شد. به دلیل الزامی بودن یا بحث پسینی/پیشینی بودن این حقایق، چون در غیر آن «فریب گرایی» اشتباهاً به عنوان محمولِ گزاره خواهد بود، حالانکه خطاپذیرگرایی محمولِ مردم یا عامل است:
یک فرد نخست باید این را به‌طور واضح درک نماید که وقتی ادعا می‌شود منطق قابل بازنگری، به چه مفهوم است. هم‌چنین این نیز به همان اندازه مهم است تا درک نماید که به چه مفهوم نیست. هدف من این نیست که حقایق منطق ممکن چیزی غیر از آنچه که حالا است باشد، بلکه هدفم این است که حقایق منطق ممکن است چیزی نباشد که ما فکر می‌کنیم، یعنی ما ممکن حقایق منطق را غلط درک کرده باشیم، مثلاً با فرض این‌که اصل طرد شق ثالث یکی از نمونه آن است. بنا بر این، برای این‌که ویژگی معرفت‌شناختی مسئله واضح تر گردد، بهتر است تا مسئله این‌گونه مطرح شود: آیا فریب‌گرایی شامل منطق می‌شود؟ حتی این طرح مسئله نیز نیاز به دقت بیشتر دارد، چون اغلب ماهیت فریب‌گرایی غلط درک می‌گردد.
خِردگرای انتقادی هانس آلبرت استدلال می‌نماید که ثابت کردن قطعی یک حقیقت غیرممکن است حتی در منطق و ریاضیات. این استدلال به نام سه‌گانه مونشهاوزن یاد می‌شود.
نوع جهانی خطاپذیرگرایی بنام پوچ‌گرایی معرفت‌شناختی یا شک‌گرایی جهانی نیز یاد می‌شود.

## طرفداران
از نظر تاریخی خطاپذیرگرایی با استناد قوی به چارلز ساندرز پیرس، جان دیویی و سایر عمل‌گراها نسبت داده می‌شود، فیلسوفانی که از خطاپذیرگرایی برای حمله به مبناگرایی (دیدگاهی که می‌گوید تمامی باورهای موجه عقلانی باید بر یک مجموعه باورهای یقینی/بدیهی تکیه کند. باورهای که بدون نیاز به یک باور موجه دیگر مستقیماً به‌طور درست پذیرفته می‌شوند. با این وجود، این باورهای موجه باید به وسیله ارتباط که با تجربیات ادراکی و درون‌نگری دارند پشتیبانی گردند) استفاده نمودند. با این همه، موضوعات مربوط به خطاپذیرگرایی هم در نظریات شک‌گراهای یونان باستان مانند کارنیادیس و هم در شک‌گراهای مدرن مانند دیوید هیوم موجود است. اکثریت نسخه‌های قدیمی و مدرن شک‌گرایی، به استثنای مکتب پیرهونی، به ادعاهای باور دارند (مانند این‌که دانش مستلزم قطعیت است، یا این‌که مردم نمی‌توانند بفهمند که فرضیه‌های شکی غلط هستند) که از جانب فریب‌گراها رد می‌گردد.
یکی دیگر از طرفداران خطاپذیرگرایی کارل پوپر است، کسی که نظریه دانش و خِردگرایی انتقادی خود را بر مبنای ابطال‌پذیری بنا کرد و ضرب‌المثل سوم وی که می‌گوید «اطمینان نابودی بار می‌آورد» در حیات پیشرو ی معبد آپولو در دلفی حکاکی شده است. وی در اثر خود با عنوان جامعه باز و دشمنان آن ارزش‌های آن را بیان می‌کند (تأکید شده است):
یکی از مثال‌های به ویژه شگفت‌انگیز کشف آب سنگین و هایدروجن سنگین است (دوتریوم، نخستین بار توسط هارولد سی. یوری در ۱۹۳۱ جدا گردید). قبل از این کشف، در حوزه کیمیا هیچ چیزی قطعی تر و پذیرفته شده تر از دانش ما در مورد آب (H2O) و عناصر کیمیاوی که آب را تشکیل می‌دهد، قابل تصور نبود. آب حتی برای تعریف کاربردی گرام که واحد استاندارد کتله/جرم در سیستم متریک مطلق بود مورد استفاده قرار می‌گرفت؛ سپس به یکی از واحدهای ابتدایی اندازه‌گیری تجربی در فیزیک مبدل گردید…
این رویداد تاریخی معمول است؛ چیزی که ما باید از این یاد بگیریم این است که ما نمی‌توانیم پیش‌بینی نماییم که کدام بخش از دانش علمی ما روزی باطل خواهد شد. بنا بر این، باور داشتن به قطعیت علمی و قابلیت اطمینان علم تنها یک فکر خام است: علم خطا پذیر است چون علم وابسته به انسان است.
اما خطاپذیر بودن دانش ما یا این تز که تمامی دانش فقط گمانه زنی است، هرچند بعضی از این گمان‌ها شدیداً آزمایش شده‌اند. نباید باعث پشتیبانی از شک گرایی یا نسبیت‌گرایی شود. این حقیقت که ما می‌توانیم خطا کنیم و این‌که یک معیار حقیقت که بتواند ما را از خطاکردن بازدارد موجود نیست، بدین معنی نیست که انتخاب میان نظریه‌ها خودسرانه یا غیر عقلانی است: ما نمی‌توانیم یاد بگیریم یا به حقیقت نزدیک شویم: دانش ما رشد نمی‌کند.
۵. فریب‌گرایی و رشد دانش

هدف من از فریب‌گرایی بیان این نظر یا پذیرفتن این حقیقت است که ما ممکن است خطا کنیم و هم‌چنین این‌که جستجو برای قطعیت (حتی جستجو برای احتمال بالا) یک جستجوی اشتباه است. اما بدین معنی نیست که جستجو برای حقیقت امری اشتباه است.— Karl Popper، The Open Society and Its Enemies، Addenda, I. Facts, Standards, and Truth: A Further Criticism of Relativism